# Antoni de Cardona-Anglesola i Centelles
Antoni de Cardona-Anglesola i de Centelles (aprox.1450 — 1473). Baró de Bellpuig, senyor d'Utxafava i baró de Linyola.

## Antecedents familiars
Fill de Ramon de Cardona i de Pinós, baró de Calonge, Bellpuig i Utxafava, i de na Caterina de Centelles.
Net de n'Hug Folc de Cardona i de Luna.

## Núpcies i descendents
Es casà amb Castellana de Requesens i Joan de Soler. Van tenir els següents fills:
- Ramon Folc de Cardona, virrei de Sicília i Nàpols.
- Castellana de Cardona i Requesens, es casà amb Ferran d'Aragó, fill de Ferran I, duc de Calàbria i rei de Nàpols.
- Antoni de Cardona i Requesens, dit el boig.
- Isabel de Cardona i Requesens, es casà amb Bernat II Vilamarí, virrei de Nàpols i Sicília, comte de Capaccio i conseller reial.

La seva germana Elfa de Cardona es casà alhora amb l'hereu de Galceran Requesens i de Santa Coloma, Lluis de Requesens i Joan de Soler, governador general de Catalunya.